# Xã Windsor, Quận Henry, Missouri
Xã Windsor (tiếng Anh: Windsor Township) là một xã thuộc quận Henry, tiểu bang Missouri, Hoa Kỳ. Năm 2010, dân số của xã này là 3.473 người.